# Scopula erymna
Scopula erymna är en fjärilsart som beskrevs av Louis Beethoven Prout 1928. Scopula erymna ingår i släktet Scopula och familjen mätare. Inga underarter finns listade.